# Siren intermedia
Espèce
Synonymes
- Siren intermedia nettingi Goin, 1942
- Siren intermedia texana Goin, 1957

Statut de conservation UICN

 LC  : Préoccupation mineure
Siren intermedia est une espèce d'urodèles de la famille des Sirenidae.

## Répartition
Cette espèce se rencontre :
- aux États-Unis, en Virginie, en Caroline du Nord, en Caroline du Sud, en Géorgie, en Floride, en Alabama, au Mississippi, en Louisiane, en Arkansas, au Texas, en Oklahoma, au Tennessee, au Kentucky, au Missouri, en Illinois, en Indiana, en Ohio et au Michigan ;
- au Mexique, au Tamaulipas et au Veracruz.

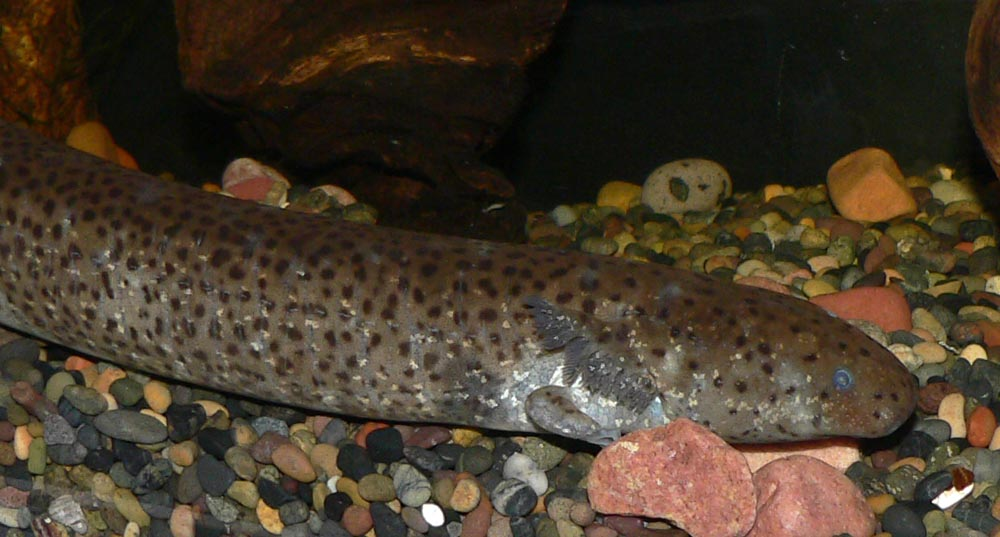

## Publication originale
- Barnes, 1826 : An arrangement of the genera of batracian animals, with a description of the more remarkable species; including a monograph of the doubtful reptils. American Journal of Science and Arts, vol. 11, p. 268-297 (texte intégral).